# Juan Ramón Martín Muñoz
Juan Ramón Martín (Madrid, 17 de marzo de 1958) es un arquitecto, profesor, grabador y escultor español reconocido por sus esculturas de acero integradas en la arquitectura y en espacios urbanos.

## Trayectoria
Juan Ramón Martín estudió arquitectura en la Escuela Técnica Superior de Arquitectura de Madrid (ETSAM) donde se tituló Arquitecto por la Universidad Politécnica de Madrid (UPM) en 1987. Fundó el estudio Klee-arquitectura. Trabaja como arquitecto profesional independiente para dedicarse a la vertiente artística de la arquitectura y el urbanismo integrando esculturas, desde 2005 realiza esculturas metálicas, especialmente en hierro y distintos tipos de acero. Construye esculturas para la arquitectura y los espacios urbanos, fuentes, jardines, lagunas, plazas o calles. Es profesor de dibujo y diseño desde 1987 en la Fundación Universidad CEU San Pablo.

### Escultor
Martín realiza investigaciones con diferentes técnicas escultóricas desde la juventud escolar, tanto en obra exenta como en obra integrada en arquitectura. En sus años de estudiante de arquitectura profundizó en el conocimiento de la geometría y el racionalismo (arquitectura) con profesores como José Manuel López Peláez y Francisco Javier Sáenz de Oíza, vertientes en las que continúa explorando en su taller. Martín utiliza dibujos, geométricos y plásticos para diseñar su obra escultórica, que luego ejecuta con técnicas de palastro, chapa soldada, baños ácidos o salinos, consiguiendo pátinas de acabado que confieren diferentes texturas y color al metal de base utilizado. 
Numerosas esculturas de Martín se encuentran en colecciones de instituciones públicas y privadas, Así podemos encontrar su escultura Monumento a los marineros griegos en Atenas en el Puerto del Pireo, la Fuente del Principio en el ayuntamiento de Las Rozas de Madrid desde 2001, la Espiral Logarítmica en la Fundación Universitaria CEU San Pablo desde 2006, Compás. Escultura de acero en el Museo de Escultura de Leganés y la Puerta de la Sierra en San Agustín del Guadalix desde 2009, Habitación vacía en el Museo de Arte Contemporáneo (Palencia) desde 2010 o el Monumento a la violencia de género en la Plaza del Cuartel huerta de Móstoles desde 2015.
Las obras escultóricas de Martín han recibido diferentes reconocimientos y premios. En 1993 recibió el premio arquitectura, obra pública y urbanismo del ayuntamiento de Madrid. En 2005 obtuvo una distinción del Colegio Oficial de Arquitectos de Madrid (COAM) por el trabajo realizado en la Dehesa de Navalcarbón para recuperar el Canal del Guadarrama a su paso por el parque forestal de Las Rozas, una obra de integración paisajística de una escultura metálica formalizada sobre este canal histórico del siglo XVIII, para recuperarlo con usos actuales como piragüismo, dentro de un gran espacio natural de pinos y arbustos que actúa como parque urbano de Las Rozas de Madrid. El premio Ángel Herrera de la Fundación Universitaria CEU, lo recibió en dos años consecutivos, el 2009 y el 2010; el premio nacional de escultura de la Fundación Díaz Caneja lo obtuvo en 2010. En 2019 recibió el Premio Internacional del Instituto Cervantes y las Embajadas de España y Grecia, por su obra Monumento a los marineros griegos, un Monumento para conmemorar el 5º Centenario de la circunnavegación en Grecia, inicialmente en la Isla de Rodas y acabar en el Puerto de El Pireo en Atenas.
Ha realizado exposiciones colectivas e individuales en diversas organizaciones, ferias de arte y galerías, tanto nacionales como internacionales. Entre las individuales, la realizada en el Espacio Bop, dirigido por su compañero arquitecto Lorenzo Alonso González, en el año 2016 con el título de Kranion.

## Reconocimientos
- 1993 Premio Arquitectura, Obra Pública y Urbanismo Ayuntamiento de Madrid
- 2005 Canal de Navalcarbón, Distinción Colegio Oficial de Arquitectos de Madrid (COAM)[2][8]
- 2010 Premio Nacional de Escultura Victorio Macho, Fundación Díaz Caneja, Palencia
- 2010 Premio Ángel Herrera, Fundación Universitaria CEU
- 2019 Monumento 5º Centenario circunnavegación, Premio Internacional, Isla de Rodas, Isla de Chios, Puerto de El Pireo (Grecia)